# Penstemon bryantiae
Penstemon bryantiae är en grobladsväxtart som beskrevs av David Daniels Keck. Penstemon bryantiae ingår i släktet penstemoner, och familjen grobladsväxter. Inga underarter finns listade i Catalogue of Life.